# Marian Kubicki
Marian Aleksander Kubicki (* 29. September 1908 in Raszków bei Kielce; † 14. Mai 1972 in Warschau) war ein polnischer Poet, Journalist und Politiker. Er war Mitglied der Krajowa Rada Narodowa und später Mitglied im Sejm in der Volksrepublik Polen (1947–1972).

## Leben
Marian Kubicki stammte aus einer armen Bauernfamilie. Er war der Cousin des polnischen Juristen und ehemaligen Justizministers Leszek Kubicki. Schon in seiner Jugend begann Marian Kubicki, das idyllische Leben auf dem Land zu beschreiben. Als Beispiel dafür nannte er gerne sein Heimatdorf Raszków bei Kielce. Während des Zweiten Weltkriegs war er eine der Führungskräfte in der linksorientierten polnischen Bauernbewegung, die gegen die deutsche Besatzung kämpfte. Aufgrund seiner politischen Aktivität war er mehrmals inhaftiert, unter anderem im Konzentrationslager Auschwitz und später im KZ Buchenwald. Nach dem Krieg war er zuerst Mitglied der Krajowa Rada Narodowa und später bis zu seinem Tod Mitglied im Sejm der Volksrepublik Polen. Zwischen 1961 und 1965 war er dabei stellvertretender Vorsitzender seiner Fraktion.